# 로말레오사우루스
로말레오사우루스(Rhomaleosaurus)는 중생대 쥐라기 전기(약 1억 8,300만 년 ~ 1억 7,560만 년 전)에 유럽에서 살았던 장경룡이다. 속명의 뜻은 그리스어로 '강한 도마뱀'을 의미한다.

## 발견

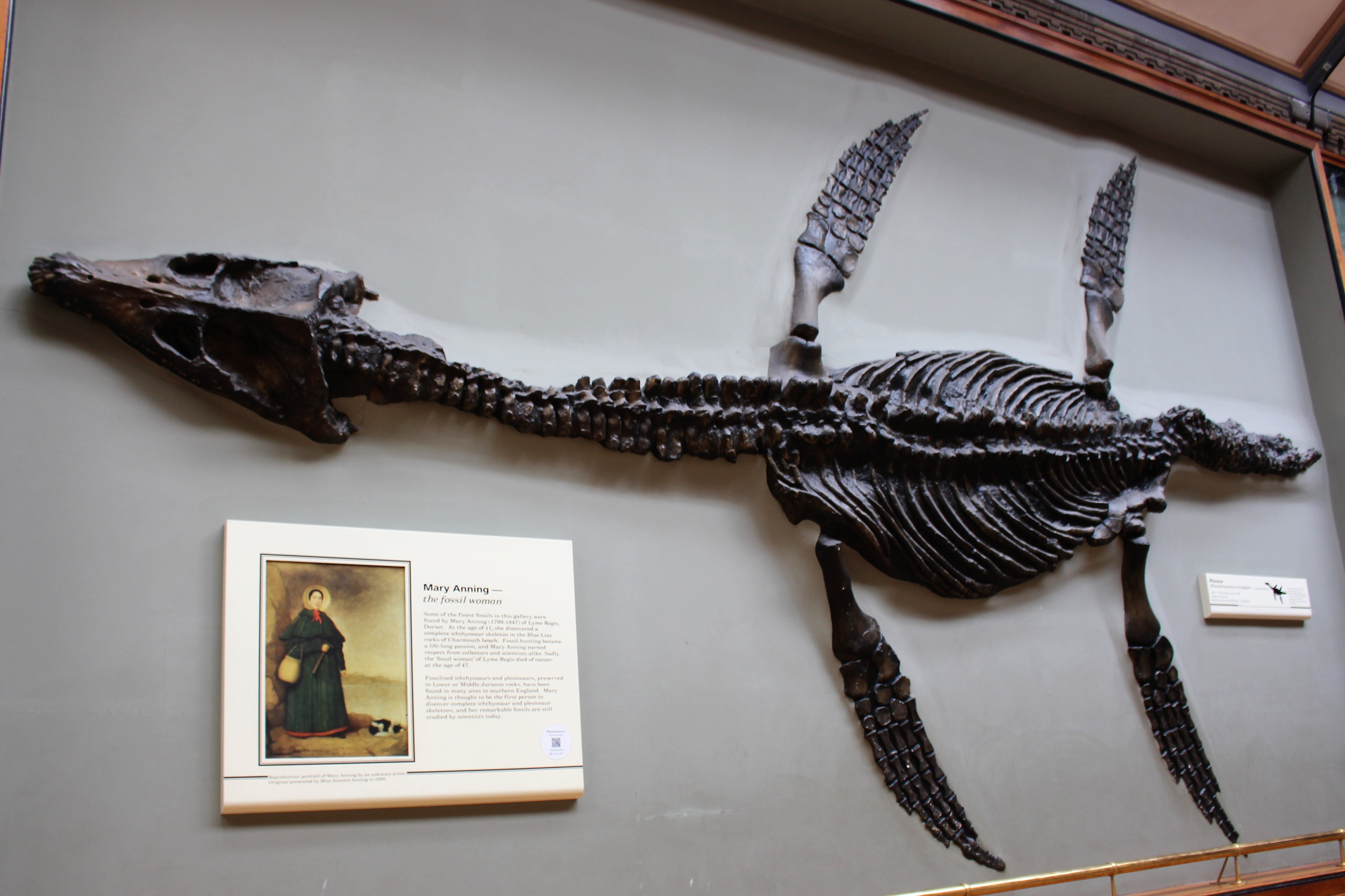
로말레오사우루스의 화석

최초의 로말레오사우루스의 화석은 1848년 7월 영국 요크셔 주 휘트비 근처 케틀 니스의 명반 채석장에서 발견되었고, 이후 5년간 노먼비 후작이 멀그레이브 성에 보관되었다. 1853년, 노먼비 후작은 저명한 아일랜드의 외과의사이자 해부학자인 필립 크램튼(Philip Crampton) 경에게 로말레오사우루스의 발견을 소개했고, 같은 해 크램튼은 이 화석을 더블린으로 옮겨 1853년 영국 협회 연례 회의의 중심 작품으로 전시했다. 아일랜드 동물학회는 로말레오사우루스의 화석을 보관하기 위해 특별히 건설된 건물을 지었다.

## 특징

인간과의 크기 비교

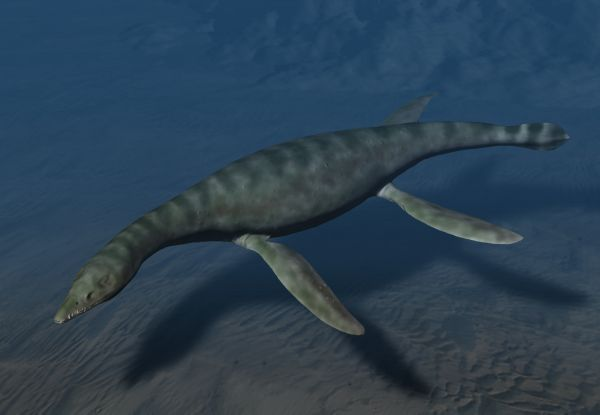
로말레오사우루스의 복원도

로말레오사우루스는 중생대 바다에서 사냥을 했던 최초의 대형 해양 파충류 포식자 중 하나였으며, 길이는 약 7 미터 (23 ft)였다. 주로 어룡과 암모나이트, 플레시오사우루스 등을 잡아먹었다. 또한, 로말레오사우루스는 두개골에 감각 기관이 있는 통로를 통해 물을 흘려보내어 물속에 잠긴 상태에서도 냄새를 맡을 수 있었을 것으로 추정된다.